# Pablo Arosemena
Pablo José Merced de los Dolores Arosemena de Alba (Ciudad de Panamá, República de la Nueva Granada, 24 de septiembre de 1836 - 29 de agosto de 1920) fue un político, periodista y abogado panameño. Fue presidente interino de la República de Panamá en calidad de "Primer Designado, Encargado del Poder Ejecutivo" desde 1910 hasta 1912. Anteriormente se desempeñó como presidente del Estado Federal de Panamá en 1875 y en 1885.

## Biografía
Nacido como Pablo José Merced de los Dolores Arosemena de Alba, hijo de Pablo Arosemena de la Barrera (primer gobernador de la provincia de Chiriquí) y de Ramona de Alba Bráximo. Al terminar sus estudios en Colombia, regresó a Panamá en 1853 cuando los estadounidenses construían el ferrocarril transístmico. En 1856 fundó el periódico "El Centinela" junto con Gil Colunje. También escribió en "El Observador" y "El Combate". Desde los 19 años participó en el gobierno colombiano con diversos cargos, entre ellos secretario del Tribunal Superior de Panamá y diputado. Fue representante a la Asamblea Legislativa del Estado Soberano de Panamá en 1858, 1859, 1869, 1870, 1873 y 1885. También fue fiscal de la Cámara de Representantes y presidente del Estado Federal por dos veces. Fue acusador ante el senado colombiano de Tomás Cipriano de Mosquera. 
Se casó el 27 de noviembre de 1858, en la Iglesia de la Merced, con Matilde Esperanza Picón Herrera, nacida en Panamá el 17 de diciembre de 1837, hija del coronel Francisco Picón González de Venezuela y de Josefa Herrera Pérez Dávila de Panamá. De este matrimonio nacieron cinco hijos, el último en 1870 y poco tiempo después murió su esposa a los 33 años y quedó viudo con sus hijos, el mayor de once y la última de un año y dos meses.
En 1872 fue nombrado Secretario de la Legación Colombiana ante Inglaterra y Francia. Dos años después fue elegido senador de la República. También ocupó la Secretaría de Hacienda y Tesoro, del Interior y de Relaciones Exteriores, y fue ministro en el Ecuador, Bolivia, Perú y Chile. En 1880 fue elegido tercer designado del poder ejecutivo de los Estados Unidos de Colombia y senador. 
En 1885 se casó con Ramona Forte Zapata, nacida en Panamá en 1871, con la cual tuvo seis hijos. Ramona falleció en 1908.
Arosemena no fue parte de los separatistas del 3 de noviembre de 1903 y estaba opuesto a la separación. El evento le fue informado apenas horas antes y lo tomó por sorpresa, pero lo aceptó y ofreció sus servicios a la República de Panamá.[cita requerida] Tras la separación del istmo de Panamá fue enviado con Manuel Amador Guerrero y Federico Boyd a Estados Unidos a negociar el nuevo Tratado del Canal, encontrándose con el Tratado ya firmado por Philippe Bunau-Varilla. Al regresar, presidió la Asamblea Constituyente que eligió a Amador Guerrero como primer presidente, y ejerció diversos cargos públicos antes de servir como presidente. 
Fue uno de los defensores de la intervención de EU en asuntos panameños. Arosemena apoyó el artículo 136  de la Constitución de 1904. EL formuló la solicitud en marzo de 1912 de que EU supervisara el proceso electoral con la esperanza de imponer al País una candidatura oficial. La oposición, por su parte también respaldo esta solicitud. Arosemena volvió a formular la solicitud de intervención en la campaña electoral de 1916, que fue negada por el Secretario de Estado de EU.[cita requerida]

### Elección como presidente interino
Durante los breves meses del mandato de Carlos A. Mendoza se agitaron aspiraciones en la Asamblea Nacional. El Partido Liberal que la controlaba pensó en escoger a Mendoza nuevamente como Primer Designado para el bieno 1910-1912, pero el Partido Conservador acudió a buscar apoyo de Estados Unidos. 
Las presiones estadounidenses se hacen demasiadas contra Mendoza y por recomendación del ministro de Panamá en Washington, Carlos Constantino Arosemena, se sugiere la elección de Pablo Arosemena, quien se encontraba en Chile como Ministro, como Primer Designado para reemplazar a Mendoza.

#### Presidencia (1910-1912)
Asumió la presidencia como "Primer Designado, Encargado del Poder Ejecutivo" con la promesa de que no intentaría reelegirse, pues tenía un pacto de caballeros con Belisario Porras para apoyarlo en las elecciones de 1912. Casi de inmediato se empezaron a acusaciones de nepotismo, manejo desordenado del tesoro y mala utilización de los fondos públicos, al extremo que la Asamblea Nacional le prohibió al Ejecutivo contratar empréstitos en Estados Unidos. A mediados de 1911, se hizo evidente que Arosemena aspiraba a la reelección en 1912.
Entre los logros de su gobierno sobresalió la conclusión de los edificios del Instituto Nacional, obra iniciada por José Domingo de Obaldía y continuada por Carlos Antonio Mendoza, del cual dictó reglamentos de estudio. Otro de los mayores logros de su gobierno fue la iniciativa en 1910 de otorgarle al Banco Nacional la potestad de emitir papel moneda conocido como El Balboa.

### Vida pospresidencial
Se retiró a la vida privada con el cargo de abogado de la compañía del Ferrocarril de Panamá.